# Камара, Сайма
Сайма Камара (англ. Saymah Kamara; род. 9 января 2005, Лунги, Сьерра-Леоне) — футболист из Сьерра-Леоне, полузащитник клуба «Метта».

## Карьера
В сентябре 2024 года перешел в латвийский «Сканстес» из сьерра-леонского клуба «Вусум Старс». Дебютировал в Первой лиге Латвии 21 сентября в матче с «Ливон ППК», отличился забитым мячом. В марте 2025 года стал игроком «Метты». Дебютировал в Высшей лиге 12 марта в матче с ФК «Супер Нова».